# Romeo Duetao Convocar

Bischofswappen von Romeo Duetao Convocar

Romeo Duetao Convocar (* 13. April 1970 in Janiuay, Iloilo) ist ein philippinischer römisch-katholischer Geistlicher und Bischof von Chalan Kanoa.

## Leben
Romeo Duetao Convocar studierte von 1987 bis 1991 Philosophie am Priesterseminar St. Joseph in Dumaguete City und von 1991 bis 1996 Katholische Theologie am regionalen Priesterseminar St. Joseph in Jaro. Er empfing am 17. September 1996 das Sakrament der Priesterweihe für das Philippinische Militärordinariat.
Nach der Priesterweihe war Convocar zunächst als Militärkaplan bei der Verwaltung des Philippinischen Militärordinariats tätig. Anschließend wirkte er als Militärkaplan beim südlichen (1997–1998) und beim nördlichen Kommando der Streitkräfte der Philippinen (1998–2002). Daneben absolvierte er an der Combat Arm School des Training and Doctrine Command in Fort Ramon Magsaysay einen Grundlagenkurs (1998) und einen Fortgeschrittenenkurs für Offiziere (2002). Von 2002 bis 2004 war Convocar Militärkaplan beim zentralen Kommando der Streitkräfte der Philippinen und auf dem Marinestützpunkt in Cavite sowie von 2004 bis 2006 in Fort Andres Bonifacio. Nachdem er im Anschluss kurzzeitig als Pfarradministrator der Pfarrei St. Joseph in Inarajan auf Guam gewirkt hatte, wurde er 2007 Spiritual am Domus Josephi Formation Centre, dem Priesterseminar des Philippinischen Militärordinariats.
Ab 2012 war Convocar erneut auf Guam tätig, wo er als Pfarrer der Pfarrei San Isidro in Malolojloj (2012–2018) und als Regens des erzbischöflichen Priesterseminars Saint John Paul the Great in Malolojloj (2014–2017) wirkte. Am 15. März 2016 wurde er in den Klerus des Erzbistums Agaña inkardiniert. Daneben absolvierte er von 2017 bis 2018 am Institute of Tribunal Practice in Sydney einen Kurs in kirchlicher Rechtsprechung. Anschließend wirkte er als Rektor der Dulce Nombre de Maria Cathedral Basilica in Hagåtña. Ab 2022 war er Pfarrer der Pfarrei Blessed Diego Luis de San Vitores in Tamuning. Zudem fungierte Convocar von 2022 bis 2023 als Generalvikar des Erzbistums Agaña. Vom 28. März 2023 bis zum 15. August 2024 leitete er das vakante Erzbistum Agaña als Apostolischer Administrator.
Am 25. November 2024 ernannte ihn Papst Franziskus zum Bischof von Chalan Kanoa. Der Apostolische Nuntius in Neuseeland, Erzbischof Gábor Pintér, spendete ihm am 8. März 2025 in der Kathedrale Our Lady of Mount Carmel in Chalan Kanoa die Bischofsweihe; Mitkonsekratoren waren der Erzbischof von Manila, Jose F. Kardinal Advincula, und der Erzbischof von Agaña, Ryan Jimenez. Sein Wahlspruch Quia non defecerunt miserationes Eius („Denn seine Barmherzigkeit hat nicht versagt“) stammt aus Klgl 3,22 .